# Warley (circonscription britannique)
Pour les articles homonymes, voir Warley.
Circonscription parlementaire de la Chambre des communes
La circonscription de Warley est une circonscription située dans le West Midlands et représentée dans la Chambre des communes du Parlement britannique.

## Géographie
La circonscription comprend :
- La ville de Smethwick et le nord de la ville de Stoke-on-Trent
  - Les banlieues de Brandhall et Langley Green
  - Les districts de Smethwick de West Smethwick, Londonderry, Cape Hill et Warley
- Le parc de Warley Woods

## Députés
Les Members of Parliament (MPs) de la circonscription sont :
| Législature                                | Années       | Député | Député       | Parti        |
| ------------------------------------------ | ------------ | ------ | ------------ | ------------ |
| Warley issue de Warley East et Warley West |              |        |              |              |
| 52e                                        | 1997–2001    |        | John Spellar | Travailliste |
| 53e                                        | 2001–2005    |        | John Spellar | Travailliste |
| 54e                                        | 2005–2010    |        | John Spellar | Travailliste |
| 55e                                        | 2010–2015    |        | John Spellar | Travailliste |
| 56e                                        | 2015–2017    |        | John Spellar | Travailliste |
| 57e                                        | 2017–2019    |        | John Spellar | Travailliste |
| 58e                                        | 2019–Présent |        | John Spellar | Travailliste |

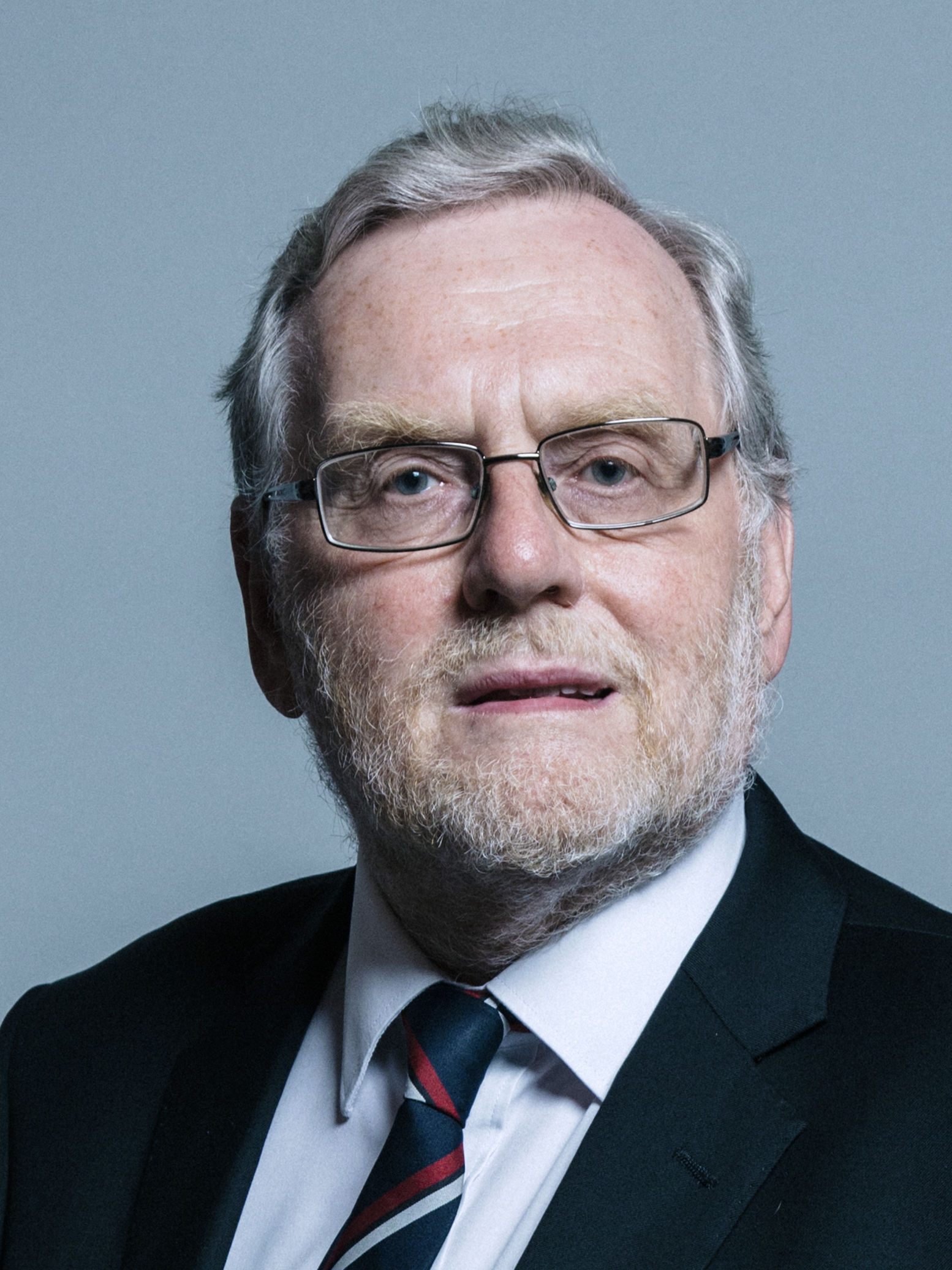
John Spellar (1997-Présent)